# Patricia Sosa
Patricia Sosa (sinh ngày 23 tháng 1 năm 1956) là một ca sĩ người Argentina.

## Tiểu sử
Sinh ra ở Buenos Aires, Patricia Sosa bắt đầu sự nghiệp vào năm 1975, với ban nhạc cover Nomady Soul. Bà đã tạo ra ban nhạc heavy metal La Torre với Oscar Mediavilla vào năm 1981, thành công ngay lập tức và được chơi vào năm 1982. B.A. Đá. Ban nhạc đã thực hiện một số tour du lịch quốc tế, thậm chí đến Liên Xô.
Patricia Sosa rời ban nhạc năm 1990, để bắt đầu một sự nghiệp solo. Đĩa CD đầu tiên của bà có tiêu đề riêng và tiếp theo là một EP trực tiếp. Đĩa CD thứ hai của cô, "Luz de mi vida", trở thành vàng 25 ngày sau khi phát hành, và bạch kim trong ba tháng. Nó đã nhận được 5 đề cử cho giải thưởng ACE. Năm 1994, bà xuất hiện như một nghệ sĩ khách mời trong album được đề cử Grammy của Plácido Domingo, De Mi Alma Latina.
Năm 1998, bà làm việc như một nữ diễn viên chính trong Rodolfo Rojas D.T., và năm sau bà viết cuốn sách Código de barrio. Bà cũng làm việc trong bộ phim truyền hình Chiquititas.
Vào ngày 12 tháng 12 năm 2014 Patricia Sosa là nghệ sĩ độc tấu với dàn hợp xướng La Mã Música Nuova trong buổi trình diễn của Ariel Ramírez 'Misa Criolla trong Thánh đường St. Peter, Rome với sự hiện diện của Đức Giáo hoàng Francis. Năm 2014 là kỷ niệm lần thứ 50 thành phần của tác phẩm và buổi biểu diễn được đạo diễn bởi Facundo Ramírez, con trai của nhà soạn nhạc trên.
Patricia Sosa là người ăn chay.